# Factores constituyentes del evento comunicativo
Los factores que constituyen un evento comunicativo podemos agruparlos dentro del acrónimo inglés SPEAKING.

## SPEAKING
- Situación o settings - el marco o situación en que se produce el evento: el ámbito (familiar, laboral, social, entretenimiento...). Cada ámbito tiene X situaciones (por ejemplo: si estás en una clase y cambias de profesor o de tema, cambiará la situación).

- Participants - los diversos participantes presentes (el hablante o emisor y el receptor u oyente) o no necesariamente presentes (destinador y destinatario). Por lo general (excepto en los casos de discurso referido) hablante y destinador son un solo sujeto. Lo mismo ocurre en el caso del oyente y el destinatario. Influyen los rasgos personales de cada uno (su edad, sexo, nivel sociocultural...).

- Ends - las finalidades, la fuerza ilocutiva de los actos de habla (por ejemplo: informar, persuadir, entretener...).

- Acts - los actos verbales, los contenidos (el tema: deporte, ciencia, religión, lo cotidiano...).

- Keys - las claves o tonos en el estilo verbal (por ejemplo: la emoción, la distancia, el respeto, la excitación...). Influye en la actitud con la que el oyente interpretará el evento comunicativo.

- Instrumentalities - los instrumentos: canal de comunicación, variedad elegida para ello, etc. (por ejemplo: si es escrito, oral, de signos, radio, teléfono, la televisión...).

- Norms - las normas de interacción y de conducta que operan en el evento comunicativo (por ejemplo: el estatus - poder, el trato - respeto, la confianza - miedo). El evento comunicativo se desarrollará e interpretará en función de ellas.

- Genre - el género en que se desarrolla el evento de habla (organización discursiva y textual, por ejemplo: una carta comercial, un discurso formal, un poema, un diálogo entre amigos...).